# Комадина, Александар
Алекса́ндар Кома́дина (серб. Александар Комадина / Aleksandar Komadina; род. 8 ноября 1975, Ниш) — сербский футболист, защитник и полузащитник.

## Карьера

### Клубная
Профессиональную карьеру начал в клубе «Железничар» из города Ниш. Затем в 2000 году сыграл один матч за кишинёвский «Зимбру».
В 2001 году перешёл в «Кубань», в составе которой провёл 9 матчей и забил 1 гол на 30-й минуте первой же своей игры за команду в первом же матче клуба в сезоне, который состоялся в Ижевске против местного клуба «Газовик-Газпром», этот гол стал ещё и первым для «Кубани» в сезоне, а на 47-й минуте Комадина получил и свою первую в «Кубани» жёлтую карточку, тоже ставшую первой и для команды в сезоне. Однако, дальше в «Кубани» карьера не сложилась, сначала тогдашний тренер команды Олег Долматов отправил его в запас, поскольку, по его мнению, Александар перестал должным образом работать на тренировках, начал жаловаться на какие-то болячки и набрал лишний вес, а затем и вовсе клуб решил расстаться с игроком.
С 2002 по 2004 год Комадина выступал за клуб «Москва», который как раз в те годы активно менял названия, поэтому Александар успел побыть игроком и «Торпедо-ЗИЛ», и «Торпедо-Металлурга» и, наконец, собственно, «Москвы». Всего сыграл за клуб в 28 матчах в Высшем дивизионе и в 8 матчах за дубль, в которых забил 1 гол. В 2004 году перешёл в «Химки», в составе которых провёл 31 матч и забил 3 мяча в ворота соперников. Сезон 2005 года провёл в Казахстане, в клубе «Астана».
В 2006 году вернулся на родину, где до июля 2008 года выступал за клуб «Ягодина», за который провёл 27 матчей и забил 6 мячей, после чего перешёл в клуб «Смедерево» из одноимённого города, в составе которого дебютировал 16 августа 2008 года. Всего за «Смедерево» провёл 52 встречи, в которых отличился 4 голами. В 2010 году перешёл в нишский «Синджелич».